# Pirttijärvi (sjö i Finland, Lappland, lat 66,37, long 27,02)
Pirttijärvi är en sjö i Finland. Den ligger i kommunen Rovaniemi i landskapet Lappland, i den norra delen av landet, 700 km norr om huvudstaden Helsingfors. Pirttijärvi ligger 186 meter över havet. Arean är 40,5 hektar och strandlinjen är 3,62 kilometer lång. Sjön  ingår i Kemi älvs huvudavrinningsområde.   Den sträcker sig 1,2 kilometer i nord-sydlig riktning, och 1,3 kilometer i öst-västlig riktning.